# Gymnothorax sokotrensis
Gymnothorax sokotrensis är en fiskart som beskrevs av Kotthaus, 1968. Gymnothorax sokotrensis ingår i släktet Gymnothorax och familjen Muraenidae. Inga underarter finns listade i Catalogue of Life.